# Fray Bentos Golf Club
El Fray Bentos Golf Club es un club social y deportivo construido en 1928 por ingleses habitantes del Barrio Anglo en Fray Bentos, Río Negro, Uruguay.

## Ubicación
Está ubicado en el Barrio Anglo, en la ciudad de Fray Bentos en el departamento de Río Negro, aproximadamente a 320 Kilómetros de Montevideo en Uruguay.

## Características
El club tiene una cancha de 9 hoyos y 4125 yardas de extensión. La cancha es ondulada y tiene una cañada que la cruza. Cuenta con innumerables especies arbóreas que se han ido incorporando con el tiempo. Además de la cancha, el Golf Club cuenta con un Club House, que es un salón de reuniones , que data desde sus inicios, donde impera el estilo inglés, en su arquitectura, equipamiento y ambientación. 
Se realizan importantes torneos a lo largo del año; los más importantes en abril y noviembre. 
En el predio, se encuentra el Fray Bentos Tenis Club, que cuenta con canchas de polvo de ladrillo.

## Historia
El campo fue diseñado por el británico Alister Mackenzie y fue construido en 1928.
En 1937, el club fue inaugurado con el nombre de "Anglo Sports Pavilion" con la leyenda "in commemoration of King George VI Coronation" -"en conmemoración a la Coronación del Rey George VI" relacionada con los ingleses del Frigorífico Anglo, habitantes del Barrio Anglo.
En su interior se mantienen las decoraciones clásicas de los clubes ingleses, con fotografías, objetos de valor y trofeos de principios del siglo XX.